# Asmus Petersen (Maler)
Asmus Petersen (geboren am 13. April 1928 in Hannover; gestorben am 5. Juli 2019 ebenda) war ein deutscher Wirtschaftswissenschaftler, Künstler und Radierer. Überregionale Bekanntheit erlangte Petersen, der zu Lebzeiten als einer der wichtigsten Künstler in der niedersächsischen Landeshauptstadt galt, mit seinen „Schlachtenbildern“, die in größtmöglicher Abstraktion die Kälte des Krieges aufzeigen.

## Leben
Der während der Weimarer Republik in Hannover geborene Asmus Petersen trat noch als Schüler im Alter von 10 Jahren 1938 der Hitlerjugend bei. Während der Luftangriffe auf Hannover im Zweiten Weltkrieg wurde er 1941 im Rahmen der Kinderlandverschickungen aus seiner Heimatstadt evakuiert. Noch als Jugendlicher wurde er gegen Ende des Krieges ab 1944 als Luftwaffenhelfer eingesetzt.
Noch während der britischen Besatzungszeit begann der Pennäler 1947 mit ersten schriftstellerischen Arbeiten, deren Beginn er später einmal so kommentierte: „Es war kalt, wir saßen in Mänteln im Klassenzimmer und haben uns sowieso nur gelangweilt.“
In der deutschen Nachkriegszeit studierte Petersen Wirtschaftswissenschaften in Hamburg und Bonn und schloss 1952 zunächst mit dem Diplom, 1955 mit seiner Promotion.
Aus Petersens Ehe gingen vier Töchter hervor.
Neben der Ausübung seines Berufes und seiner sportlichen Leidenschaft am Fechten begann Asmus Petersen nach und nach mit bildnerischen und literarischen Arbeiten.
1967 kreierte Asmus Petersen eine erste Acrylglas-Metall-Installation mit einer politischen Verortung unter dem Titel „Wir sind wieder wer“. Unter dieser selbstgefälligen Parole zum „Wirtschaftswunder“ listete er akkurat – fein säuberlich in alphabetischer Reihenfolge – die Namen von Konzentrationslagern von „Auschwitz“ bis „Treblinka“ auf.
Daneben verfasste Petersen feinsinnige Poetik, verarbeitete in lyrischen Grafiken Werke anderer Dichter oder Liebeserklärungen.

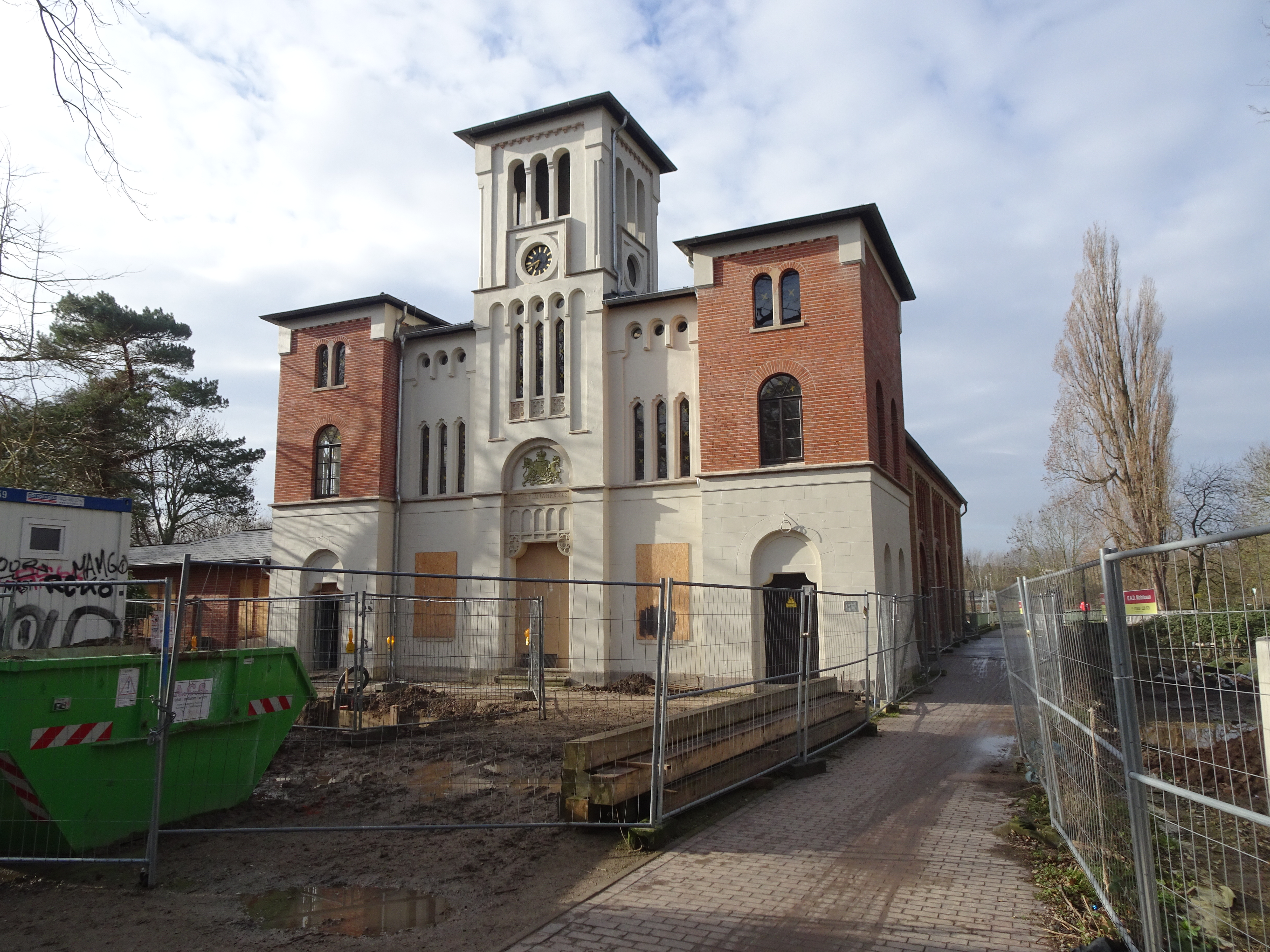
Von 1970 bis 2016 wirkte Petersen im Pumpenhaus der Wasserkunst Herrenhausen;
Foto von der Sanierung des Gebäudes 2020

1970 richtete Petersen sein Atelier im historischen Pumpenhaus der Wasserkunst Herrenhausen ein; wo er bis zur Sanierung des denkmalgeschützten Gebäudes insgesamt 46 Jahre arbeitete. Der als witzig und charmant geltende Künstler wurde dort – neben seinen eigenen Arbeiten – selbst zu einer Sehenswürdigkeit; zu einem „Gesamtkunstwerk“, wie es der Direktor des Sprengel-Museums Ulrich Krempel einmal formulierte.
Unterdessen war Petersen 1976 ein Gastatelier in der Villa Romana in Florenz zur Verfügung gestellt worden. 1982 erhielt er ein Künstlerstipendium für Bildende Kunst durch das Land Niedersachsen, gefolgt von einem Arbeitsstipendium 1983 in der Villa Massimo in Rom. 1998, 1999 und 2001 war Petersen Teilnehmer verschiedener Fellowships im International Writers’ and Translators’ Centre of Rhodes.
Einer von Petersens langjährigen Weggefährten war der Vertreter der Fluxus-Bewegung Bazon Brock, der 2015 Arbeiten des Künstlers in einer Ausstellung in der Berliner Denkerei präsentierte.
Um 2016 musste Petersen sein Atelier in der sanierungsbedürftigen Wasserkunst räumen – und erweiterte seitdem sein malerisches Werk und seine Sammlung aus Kruzifixen und Schlachtenbildern in dem gemeinsam mit seiner Ehefrau bewohnten Haus in Hannover-Kleefeld.
Asmus Petersen starb 2019 im Alter von 91 Jahren und wurde auf dem Friedhof am Nackenberg beigesetzt.

## Werke

### Graphisches Werk
1993 schuf Petersen eines seiner für ihn wichtigsten Werke, das er als beispielhaft für seine Arbeiten in einer vom Bund Bildender Künstlerinnen und Künstler in Niedersachsen herausgegebenen Biographien-Sammlung ablichten ließ: Das Bild, im Original Acryl auf Leinwand, zeigt auf einer beinahe eintönigen Fläche nahezu parallel verlaufende feine Linien mit jeweils schmaleren oder dickeren Pfeilspitzen am Ende, die alle auf ein scheinbar leeres Gebiet am Rande des 50 × 70 cm großen Bildes zielen. Es trägt den sperrigen Namen „Marschordnung dreier Gruppen der Kampfgruppe 58 (TF 58) vor der Schlacht bei den Marianen, 19.6.1944“.
Passend dazu formulierte der Kunsthistoriker, Kurator und Museumsdirektor Ulrich Krempel einmal:

„Petersens Bilder sind Bilder, die von der Liebe zum Meer und von der Liebe zu den Menschen erzählen. Sie sind keine Bilder, die an Kriege erinnern, um sie schöner zu machen, als sie jemals waren. Sie erzählen von der Unwirtlichkeit unseres Lebens und unserer müden Bildung; sie erzählen von der unglaublichen Erfahrung der Weite unseres begrenzten Planeten, von den Schwierigkeiten, hinter Zeit und in den Weiten unseres Sterns Orte festzumachen.“

### Publikationen
Petersen publizierte zahlreiche Texte in den Sparten Lyrik und Roman in Literatur-Zeitschriften.
Außerdem:
- Juli Zeh, Asmus Petersen: Der gläserne Mensch (= Kursbuch, Ausgabe 169), Hamburg: Zeitverlag Bucerius, 2008, ISBN 978-3-938899-32-8
- Ihr erzählt alle gar nichts von euch. Gedichte mit Menschen, Frauen, Tieren, Geistern und Geld, Darmstadt: Bläschke, 1977, ISBN 978-3-87561-802-0 und ISBN 3-87561-802-5

## Ausstellungen (Auswahl)
- 1976: Gruppe Grün, Bremen[5]
- 1981: Städtische Galerie Wolfsburg[5]
- 1988: Wilhelm-Hack-Museum, Ludwigshafen[5]
- 1989, 1992, 1994:
  - Autoren Galerie 1, München[5]
- 1993:
  - Städtische Galerie Kubus, Hannover[5]
  - Institut für Geschichte und Biographie, Lüdenscheid[5]
- 1994: Institut für Schifffahrts- und Marinegeschichte, Hamburg[5]
- 1995: Niedersächsische Landesvertretung, Bonn[5]
- 2015: Denkerei, Berlin[3]
- 2018: Sprengel Museum Hannover[7]